# Roodbeenvogelspin
De roodbeenvogelspin (Brachypelma mesomelas) is een spin, die behoort tot de vogelspinnen. Deze bodembewonende soort komt voor in de tropische wouden van Midden-Amerika, voornamelijk in Costa Rica. De spin is erg territoriaal ingesteld en zal met brandharen strooien bij het indringen van hun territorium. Ze kunnen ook vrij agressief zijn. Bijten doet ze enkel bij prooien, die het territorium binnendringen. De spin is voornamelijk 's nachts actief.
De lengte van het lichaam van de spin kan bij een volwassen exemplaar tot 8 cm bedragen. In het algemeen worden deze spinnen vrij groot en kan de spanwijdt tot 16 cm bedragen. De spin dient een luchtvochtigheid van 70 tot 80% te hebben en een gemiddelde temperatuur (overdag) van 23 tot 25°C.
De roodbeenvogelspin is donkerbruin tot grijs en heeft op de poten (vanaf de knie) oranje tot rode haren. Deze spin wordt snel verward met de Megaphobema mesomelas.